# Bulbophyllum igneum
Bulbophyllum igneum är en orkidéart som beskrevs av Johannes Jacobus Smith. Bulbophyllum igneum ingår i släktet Bulbophyllum och familjen orkidéer. Inga underarter finns listade i Catalogue of Life.